# 1859 Kovalevszkaja
Az 1859 Kovalevskaya (ideiglenes jelöléssel 1972 RS2) egy kisbolygó a Naprendszerben. Ljudmila Vasziljevna Zsuravljova fedezte fel 1972. szeptember 4-én.